# Georges Rodenbach

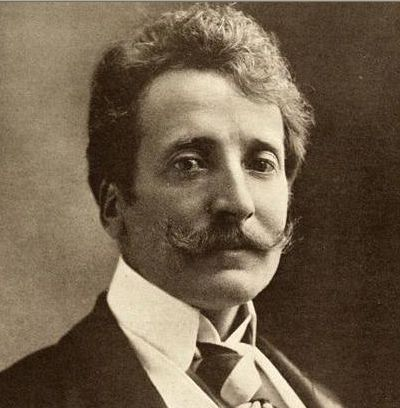
Georges Rodenbach

Georges Raymond Constantin Rodenbach (ur. 16 lipca 1855 w Tournai, Belgia, zm. 25 grudnia 1898 w Paryżu, Francja) – belgijski nowelista i poeta, przedstawiciel symbolizmu i dekadentyzmu; pisał w języku francuskim.

## Życiorys
Georges Rodenbach urodził się Tournai. Był synem Francuzki i Niemca z Nadrenii (Andernach). Uczył się w prywatnej prestiżowej szkole jezuickiej Sint-Barbaracollege w Gandawie, gdzie zaprzyjaźnił się z belgijskim poetą Émilem Verhaerenem.
Następnie pracował jako prawnik i dziennikarz. Był jednym z założycieli ruchu literackiego Młoda Belgia, związanego z naturalizmem.
Ostatnie dziesięć lat życia (od 1887) spędził w Paryżu jako korespondent dziennika „Journal de Bruxelles”. Nawiązał tam i utrzymywał bliskie stosunki z francuskim pisarzem, krytykiem literackim i wydawcą Edmondem de Goncourtem.

## Twórczość
Sławę przyniosła mu powieść Bruges umarłe (fr. Bruges-la-Morte, 1892, wydanie polskie 1915), publikowana w gazecie „Le Figaro”. Powieść ta była kilka razy ekranizowana. Inną znaną pracą Rodenbacha jest dwutomowa powieść Dzwonnik (fr. Le Carillonneur, 1897, wydanie polskie 1906).
Wydał także liczne tomiki poetyckie, z czego najbardziej znanym zbiorem jest La jeunesse blanche (1886). Pisał także nowele.
Prace Georges’a Rodenbacha wywarły znaczny wpływ na poetów Młodej Polski.

## Dzieła
- Le Foyer et les Champs (1877), poezja
- Les Tristesses (1879), poezja
- La Belgique 1830-1880 (1880), wiersz historyczny
- La Mer élégante (1881), poetry
- L’Hiver mondain (1884)
- Vers d’amour (1884)
- La Jeunesse blanche (1886), poezja
- Du Silence (1888)
- L’Art en exil (1889)
- Bruges umarłe (fr. Bruges-la-Morte, 1892, wydanie polskie 1915)
- Le Voyage dans les yeux (1893)
- Le Voile, dramat
- L’Agonie du soleil (1894)
- Musée de béguines (1894)
- Le Tombeau de Baudelaire (1894)
- La Vocation (1895)
- A propos de „Manette Salomon”. L'Œuvre des Goncourt (1896)
- Les Tombeaux (1896)
- Les Vierges (1896)
- Les Vies encloses (1896), wiersz
- Dzwonnik (fr. Le Carillonneur, 1897, wydanie polskie 1906)
- Agonies de villes (1897)
- Le Miroir du ciel natal (1898)
- Le Mirage (1900)